# Walpole (condado de Norfolk, Massachusetts)
Walpole é um lugar designado pelo censo localizado no condado de Norfolk no estado estadounidense de Massachusetts. No Censo de 2010 tinha uma população de 5.918 habitantes e uma densidade populacional de 783,32 pessoas por km².

## Geografia
Walpole encontra-se localizado nas coordenadas 42° 08′ 02″ N, 71° 14′ 25″ O. Segundo a Departamento do Censo dos Estados Unidos, Walpole tem uma superfície total de 7.55 km², da qual 7.27 km² correspondem a terra firme e (3.81%) 0.29 km² é água.

## Demografia
Segundo o censo de 2010, tinha 5.918 pessoas residindo em Walpole. A densidade populacional era de 783,32 hab./km². Dos 5.918 habitantes, Walpole estava composto pelo 93.82% brancos, o 1.45% eram afroamericanos, o 0.07% eram amerindios, o 3.11% eram asiáticos, o 0% eram insulares do Pacífico, o 0.61% eram de outras raças e o 0.95% pertenciam a duas ou mais raças. Do total da população o 2.03% eram hispanos ou latinos de qualquer raça.